# Prince of Persia: The Lost Crown
Prince of Persia: The Lost Crown é um jogo eletrônico do gênero plataforma e ação-aventura de 2024 desenvolvido pela Ubisoft Montpellier e publicado pela Ubisoft, parte da série principal Prince of Persia. O jogo foi lançado para Nintendo Switch, PlayStation 4, PlayStation 5, Xbox One, Xbox Series X/S e Microsoft Windows em 18 de janeiro de 2024, para macOS em 3 de dezembro de 2024 e Android e iOS em 14 de abril de 2025. O jogo foi bem recebido, e recebeu avaliações geralmente positivas dos críticos segundo o Metacritic.

## Jogabilidade
Prince of Persia: The Lost Crown é um jogo de plataforma de ação e aventura de rolagem lateral 2.5D . O protagonista do jogo, Sargon, pode pular, deslizar e correr no ar para viajar entre plataformas. Ele empunha um par de lâminas que usa para derrotar inimigos. Parries bem cronometrados ajudam a carregar o Athra's Gauge de Sargon, o que lhe permite liberar uma habilidade especial quando totalmente carregado. Ele tem acesso a vários poderes baseados em tempo, que podem ser usados tanto em combate quanto em plataformas. Rush of the Simurgh permite que Sargon avance instantaneamente no tempo, enquanto Shadow of the Simurgh permite que ele coloque um "marcador de sombra", que serve como um ponto de verificação temporário para o qual os jogadores podem retornar instantaneamente. Sargon pode equipar talismãs que alteram suas habilidades.
The Lost Crown apresenta elementos de Metroidvania, já que o mundo do jogo é interconectado e cheio de atalhos e salas secretas, e os jogadores devem resolver quebra-cabeças para progredir. Conforme os jogadores exploram o mundo do jogo, eles podem encontrar cristais de tempo, que podem ser usados para comprar atualizações para as armas de Sargon. Embora os jogadores possam não ter imediatamente as ferramentas ou habilidades para superar um obstáculo, eles podem retornar a ele quando tiverem os meios para superá-lo. Os jogadores podem tirar capturas de tela e fixá-las no mapa do jogo, permitindo que eles reconheçam e se lembrem de quebra-cabeças não resolvidos que encontraram.

## Trama

### Premissa
Prince of Persia: The Lost Crown apresenta um herói chamado Sargon, um jovem membro de um clã guerreiro chamado The Immortals. Sargon viaja para a cidade amaldiçoada do Monte Qaf para resgatar o príncipe Ghassan sequestrado.

### Sinopse
Devido a sofrer mais de 30 anos de seca e fome, e uma invasão do Império Kushan, o Império Persa está à beira do colapso. A última invasão Kushan em território persa é repelida graças aos esforços dos Imortais, com Sargon derrotando e matando pessoalmente o general Kushan Uvishka. Sargon e os Imortais são elogiados por seus esforços pela Rainha Thomyris e pelo Príncipe Ghassan, mas o príncipe é sequestrado durante as celebrações da vitória pelo mentor de Sargon, General Anahita. Sargon e os Imortais perseguem Anahita até o sagrado Monte Qaf, lar da Cidadela que já foi um grande centro de aprendizado antes de ser destruída por uma maldição desconhecida. Os Imortais passam a suspeitar que Anahita planeja usar o sangue real de Ghassan para acessar o templo do Simurgh e ganhar a bênção do pássaro divino, o que lhe permitiria derrubar Thomyris.
Os Imortais entram na Cidadela, apenas para se encontrarem presos lá dentro devido a uma anomalia temporal. Eles se separam para procurar por Anahita, e Sargon rapidamente encontra vários soldados e monstros mortos-vivos, bem como outros humanos presos na Cidadela que lhe fornecem ajuda. Ele também começa a encontrar e recuperar as penas do Simurgh, que lhe concedem poderes mágicos e uma parte do poder do deus. Sargon consegue alcançar Anahita e salvar Ghassan, apenas para o líder dos Imortais, Vahram, intervir e matar o príncipe, revelando-se como o verdadeiro culpado que pretende usurpar Thomyris. Sargon ganha tempo para Anahita escapar, mas é derrotado pelo domínio da magia temporal de Vahram e jogado de um penhasco. Sargon consegue sobreviver à queda e se depara com um velho misterioso chamado Alkara que o informa que há uma chance de reverter o tempo e salvar Ghassan, mas isso requer fazer uma barganha com o deus-cobra maligno Azhdaha . Azhdaha instrui Sargon a ganhar a bênção dos quatro Guardiões Celestiais. Ele também encontra Anahita, que alega ter sequestrado Ghassan sob as ordens de Thomyris. Enquanto isso, Vahram mente para o resto dos Imortais, alegando que Sargon matou Ghassan e convence a maioria deles a apoiar sua reivindicação ao trono. Sargon é então forçado a matar vários de seus antigos companheiros Imortais.
Após garantir o favor dos Guardiões Celestiais, Sargon é enviado de volta no tempo e frustra a tentativa de Vahram de assassinar Ghassan, mas Anahita morre protegendo Sargon no processo. Vahram então admite que também estava coletando as penas de Simurgh e acredita que somente ele é digno de possuí-las, e ele luta contra Sargon. Enquanto seus poderes se chocam, Sargon tem um vislumbre do passado de Vahram e descobre que ele é na verdade o filho perdido do Rei Darius, e que o próprio Darius foi assassinado por Thomyris, e sua usurpação do trono sem a bênção do Simurgh é o que causou os 30 anos de declínio da Pérsia. Ghassan informa Sargon que Vahram provavelmente está buscando o Coração do Simurgh para que ele possa se fundir com ele e tomar todo o poder do Simurgh.
Sargon persegue Vahram, mas não consegue impedi-lo de se fundir com o Coração e ascender à divindade. Sargon é então contatado pelo espírito do Simurgh, que lhe assegura que ele ainda tem o poder de derrotar e salvar Vahram de si mesmo. Sargon mais uma vez confronta Vahram e, após uma batalha prolongada, finalmente consegue derrotá-lo. Vahram percebe a loucura de tentar reivindicar o poder de um deus e se sacrifica para reviver o Simurgh. Com o Simurgh retornado, Sargon e Ghassan retornam a Persépolis como heróis. No entanto, sabendo a verdade sobre sua mãe, Ghassan abdica de sua posição enquanto Sargon revela que Thomyris assassinou Darius para toda a corte real. Quando Sargon deixa a capital, os Imortais restantes asseguram que cuidarão de uma versão mais jovem de Vahram que foi criada pela anomalia temporal do Monte e escapou com eles.

## Desenvolvimento
Prince of Persia: The Lost Crown é desenvolvido pela Ubisoft Montpellier, o estúdio por trás da série Rayman. O jogo usa o motor de videogame Unity. O desenvolvimento do jogo durou cerca de três anos e meio. Gareth Coker e o compositor iraniano Mentrix serviram como compositores do jogo. O jogo foi fortemente inspirado pela mitologia persa, com o diretor do jogo, Mounir Radi, acrescentando que a equipe queria "trazer alguma luz a uma mitologia que talvez devesse ser mais conhecida", bem como mostrar como a cultura persa afetou outras mitologias ao introduzir monstros como a manticora, como um dos personagens chefes do jogo.
The Lost Crown é uma história original ambientada no universo Prince of Persia. Os poderes do tempo da série The Sands of Time são apresentados em The Lost Crown, embora sejam usados pelo antagonista do jogo em vez de Sargon. Sargon foi descrito pela equipe como um "jovem guerreiro talentoso", alguém que é "acrobático", "rápido" e "ágil". Com Sargon, a equipe esperava modernizar a imagem da franquia. De acordo com o diretor de arte Jean-Christophe Alessandri, a equipe queria introduzir algum "design visual novo" para a franquia, tomando referências da "cultura moderna, cultura urbana e moda".
The Lost Crown é um dos primeiros jogos a ser dublado em persa (farsi). Sepehr Torabi, que dublou cinco personagens diferentes na versão persa, disse que a dublagem foi feita sem saber qual era o produto final. O título que a agência de dublagem lhe deu foi The Iranian Prince. Torabi suspeitou que estaria envolvido com um videogame Prince of Persia , e sua suspeita foi confirmada após as sessões finais de gravação.

## Lançamento
Prince of Persia: The Lost Crown foi anunciado em junho de 2023 e seu trailer de estreia recebeu reações mistas dos espectadores. O criador da série Jordan Mechner, embora não esteja diretamente envolvido no desenvolvimento do jogo, expressou seu apoio à equipe e o descreveu como o " jogo Prince of Persia que eu estava desejando".
The Lost Crown é o primeiro grande lançamento da série Prince of Persia desde Prince of Persia: The Forgotten Sands em 2010 em plataformas de sétima geração.
The Lost Crown foi lançado para Nintendo Switch, PlayStation 4, PlayStation 5, Microsoft Windows via Steam, Xbox One e Xbox Series X/S em 18 de janeiro de 2024. Uma expansão paga intitulada Mask of Darkness, que apresenta um novo bioma chamado Radjen's Mind Palace, foi lançada em 17 de setembro de 2024.

## Recepção

### Recepção crítica
Prince of Persia: The Lost Crown recebeu críticas "geralmente favoráveis" dos críticos, de acordo com o site agregador de críticas Metacritic.

### Vendas
De acordo com a Insider Gaming, Prince of Persia: The Lost Crown acumulou cerca de 300.000 jogadores e estimou US$ 15 milhões em receita em 30 de janeiro de 2024.